# Chirens
Chirens é uma comuna francesa na região administrativa de Auvérnia-Ródano-Alpes, no departamento de Isère. Estende-se por uma área de 17,53 km². Em 2010 a comuna tinha 2 397 habitantes (densidade: 136,7 hab./km²).